# Semjon Moissejewitsch Kriwoschein
Semjon Moissejewitsch Kriwoschein (russisch Семён Моисеевич Кривошеин; * 28. November 1899 in Woronesch; † 16. September 1978 in Moskau) war ein sowjetischer Offizier, zuletzt im Range eines Generalleutnants, der eine wesentliche Rolle beim Umbau der Panzertruppen der Roten Armee und dem sowjetischen Sieg in der Schlacht bei Kursk spielte. Zudem wurde ihm der Ehrentitel „Held der Sowjetunion“ verliehen (29. Mai 1945; Verleihungsnummer 5869).

## Leben
Kriwoschein entstammte einer jüdischen Kaufmannsfamilie und besuchte bis 1917 das Gymnasium. 1918 schloss er sich der Roten Armee an. Er diente in der 1. Roten Reiterarmee Budjonnys, was ihm wohl während der Säuberungen 1937–1938 trotz seines bourgeoisen Hintergrundes das Leben rettete.

### Frühe Militärkarriere
Nach dem Bürgerkrieg studierte er an der Militärakademie „M.W. Frunse“, die er 1931 abschloss. Anschließend diente er in den mechanisierten Truppen, wo er es 1934 zum Regimentskommandeur brachte. 1936 meldete er sich freiwillig, um in Spanien zu kämpfen. Im November und Dezember 1936 kommandierte er die Panzerstreitkräfte der regierungstreuen Truppen in der Schlacht um Madrid.

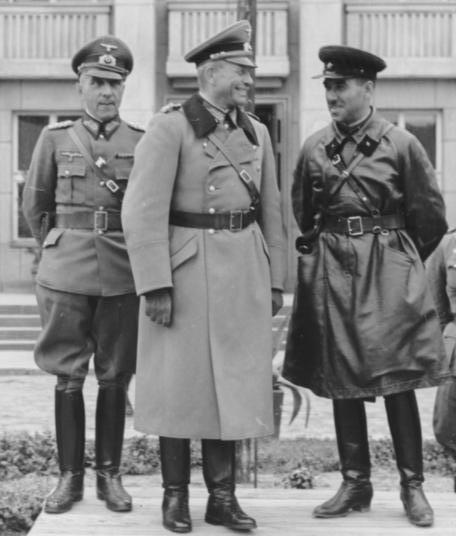
Mauritz von Wiktorin, Heinz Guderian und Kriwoschein in Brest am 22. September 1939

Im Januar 1937 wurde Kriwoschein in die Sowjetunion zurückgerufen und zum Brigadekommandeur befördert. Im Sommer 1938 führte er seine Brigade in der Schlacht am Chassan-See und nahm am 17. September 1939 an der Besetzung Ostpolens und am 22. September 1939 an der gemeinsamen Parade anlässlich des Abzugs der Wehrmacht aus Brest mit dem General der Panzertruppe Heinz Guderian teil. Während der Parade an der Demarkationslinie in Brest-Litowsk gratulierte Kriwoschein im Namen der sowjetischen Führung den Deutschen zu ihren Kriegserfolgen und erklärte sich bereit, die Deutschen nach ihrem bevorstehenden Sieg über Großbritannien in Moskau zu begrüßen.
Kriwoschein führte seine Brigade im Winterkrieg gegen Finnland (1939–1940), wo er für seine Verdienste befördert wurde. In weniger als zwei Jahren stieg er vom Regimentskommandeur zum Befehlshaber der Panzertruppen im Baltischen Besonderen Militärbezirk auf und wurde bei der Einführung der Generalsränge in der Roten Armee 1940 zum Generalmajor befördert.

### Im Vaterländischen Krieg
Kriwoschein befehligte ab März 1941 das 25. Mechanisierte Korps beim Militärbezirk Charkow. Nach Beginn des Unternehmen Barbarossa wurden seine Truppen an den Mittelabschnitt der Ostfront versetzt und standen im Kampf mit deutschen Truppen, die nach Belarus eingedrungen waren. Sein Korps  kämpfte im Rahmen der West-, Zentral- und Brjansker Front als Teil der 21. und später der 13. Armee. Das Korps bewährte sich im Juli 1941 bei der Verteidigung von Mogilew und Propoisk. Kriwoscheins Korps zeigte sich den deutschen Panzerverbänden gewachsen und er wurde vom Oberkommando damit beauftragt, die Panzertruppen grundlegend zu reformieren. Von 1941 bis 1943 war er Chef des Ausbildungswesens im Hauptdirektorat der Panzertruppen der Roten Armee.
Als die Rote Armee die Schlacht von Kursk vorbereitete, erhielt Kriwoschein das Kommando über das 3. Mechanisierte Korps in Michail Jefimowitsch Katukows 1. Panzerarmee der Woronescher Front unter Nikolai Fjodorowitsch Watutin, dem es in erbitterten Gefechten gelang, den deutschen Vorstoß zurückzuschlagen, wofür das 3. Mechanisierte Korps zum 8. Garde-Mechanisierten Korps erhoben und Kriwoschein zum Generalleutnant befördert und mit dem Suworow-Orden ausgezeichnet wurde. In der Folge der Schlacht um Kursk nahm die 1. Panzerarmee an der Vertreibung der deutschen Truppen aus der Ukraine teil.
Nachdem Kriwoschein das Kommando über das 1. Mechanisierte Krasnograder Korps erhalten und es in der Operation Bagration geführt hatte, stieß er mit seinen Truppen bis Brest vor. Bei Kriegsende 1945 führte Kriwoscheins Korps die 1. Weißrussische Front unter Schukow in der Schlacht um Berlin an. Es gelang ihm, die deutschen Stellungen auf den Seelower Höhen zu durchbrechen und bis zum Reichstagsgebäude in Berlin vorzudringen, wofür er als Held der Sowjetunion ausgezeichnet wurde.

### Nachkriegszeit
Kriwoschein kommandierte sein Korps bis 1946, um dann bis 1950 an der Militärakademie „M.W. Frunse“ zu lehren. Als 1950 im Zuge der antisemitischen Kampagne eine Mehrheit der wenigen Generale jüdischer Abstammung aus einflussreichen Stellungen in der Sowjetarmee entlassen wurden, erhielt Kriwoschein das Kommando über die Panzertruppen im Militärbezirk Odessa. Im Jahr darauf wurde er jedoch an die Militärakademie des Generalstabes der Streitkräfte der UdSSR „K.J. Woroschilow“ versetzt, die er 1952 abschloss.
Der Tod Stalins im März 1953 bedeutete das Ende von Kriwoscheins Karriere, als die neue Armeeführung beschloss, die Streitkräfte zu reduzieren. Nach 35 Dienstjahren wurde Kriwoschein am 4. Mai 1953 mit dem Dienstgrad Generalleutnant in den Ruhestand versetzt. Unter seinen Auszeichnungen befanden sich drei Leninorden, drei Rotbannerorden, der Kutusoworden 1. Klasse, der Suworoworden 2. Klasse und der Orden des Roten Sterns. Kriwoschein verbrachte die letzten 25 Lebensjahre mit dem Verfassen von Memoiren.